# Cynar
Cynar je italijanski liker, tipa amaro, iz artičoke in zelišč. Je rdečkasto-rjave barve in ima rahlo grenak, trpko-sladek okus. Vsebuje 16,5 % alkohola.
Cynar je primeren kot aperitiv ali Longdrink (dolga pijača) – klasično s sodo in rezino limone ali pomaranče ali s kolo, tonikom ali Biter Lemonom.
Ker vsebuje snovi iz artičok (Cynarin) pospešuje prebavo.
Cynar izdeluje proizvajalec camparija Campari Gruppe.